# Realgymnasium Meiningen

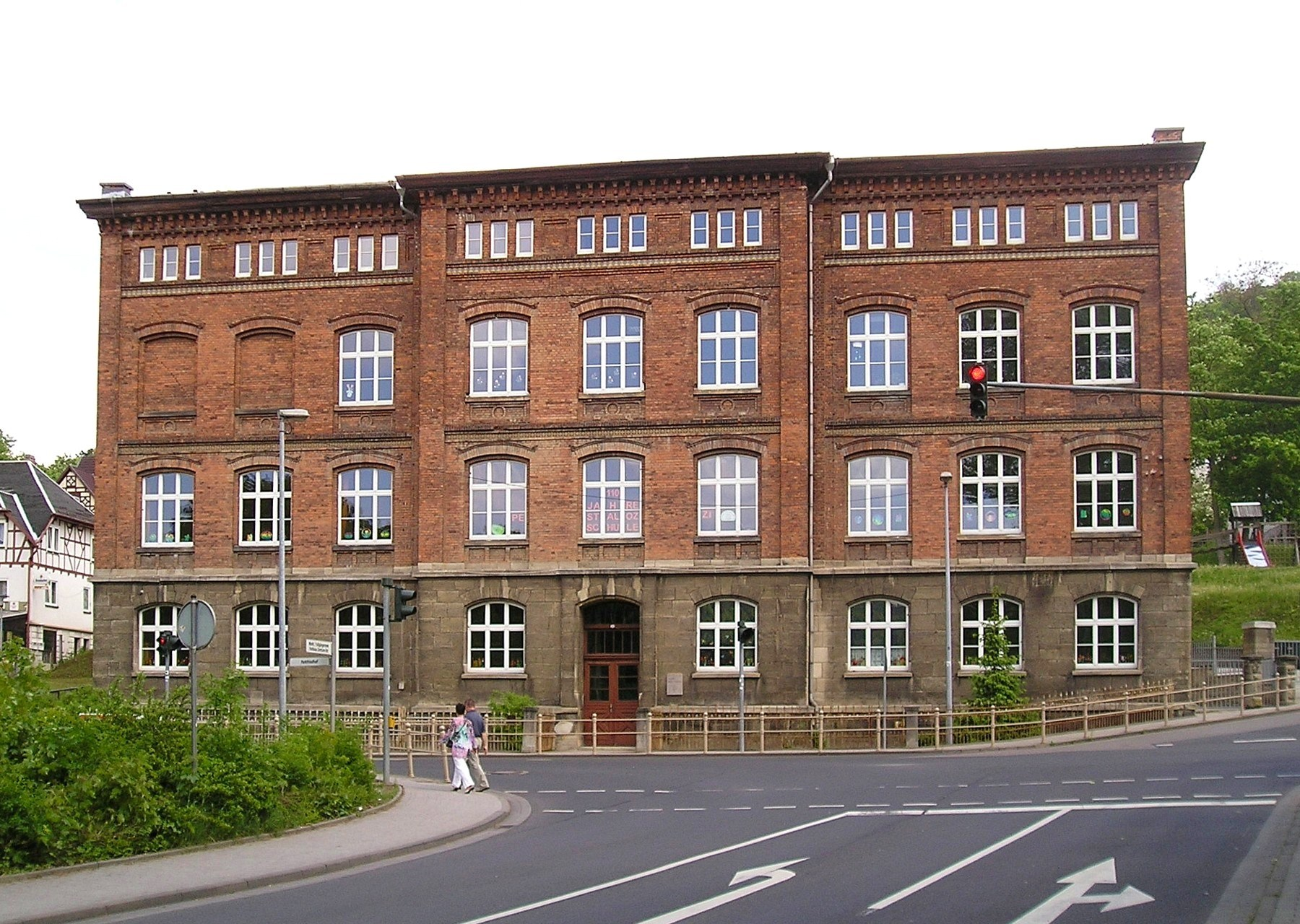
Das 1877 errichtete Schulgebäude

Das Herzogliche Realgymnasium Meiningen war ein naturwissenschaftlich-technisches Gymnasium in der Haupt- und Residenzstadt Meiningen im Herzogtum Sachsen-Meiningen. Es wurde 1838 als gleichrangige Alternative zum örtlichen humanistischen Gymnasium Bernhardinum gegründet.

## Geschichte

### Realschule
Infolge der industriellen Revolution Anfang des 19. Jahrhunderts ließ der regierende Herzog von Sachsen-Meiningen Bernhard Erich Freund 1837 eine Realschule in Saalfeld und 1838 ein Realgymnasium in Meiningen einrichten. Der Meininger Landtag verweigerte aber durch fehlende Weitsicht zunächst die Finanzierung des Realgymnasiums, sodass der Herzog die Mittel zur Gründung und Unterhaltung der Schule aus eigener Schatulle zur Verfügung stellte.
Am 1. Mai 1838 wurde das Realgymnasium gegründet. Es bezog mit anfangs zwei Klassen die obere Etage des Kaufhauses in der Bernhardstraße. Bis zur vollständigen Entwicklung sollte die Schule den Namen „Realschule“ tragen. Als erster Direktor wurde Karl Wilhelm Knochenhauer berufen, der bis dahin die Realschule in Neubrandenburg geleitet hatte. Anfangs mit 27 Schülern beginnend, wuchs die Schule bereits im zweiten Halbjahr um weitere 14 Schüler. Mit Beginn des zweiten Schuljahres Ostern 1839 wurden die Prima eingerichtet und weitere Lehrer eingestellt, was wiederum der Herzog Bernhard II. finanzierte. Nach dem ersten Triennium zählte die Schule 98 Schüler, und sie besaß mit der Tertia und Quarta, der Prima sowie Selekta nun drei Lehrstufen. Der Meininger Landtag bewilligte schließlich ab 1841 die Gelder für den Schulbetrieb. 1848 erhielt die Realschule die zoologische Sammlung der aufgelösten Forstakademie Dreißigacker. Seit 1841 angestrebt, plante man 1866 den Bau eines neuen Schulgebäudes in der Charlottenstraße. Das bereits in Vorbereitung befindliche Bauvorhaben musste aber wegen der 1866 stattfindenden politischen Umbrüche abgebrochen werden. Dort baute schließlich die Werrabahn ihr neues Direktionsgebäude.
Am 1. Oktober 1870 ging Rektor Knochenhauer in den Ruhestand, sein Nachfolger wurde Hofrat Dr. Hermann Emmrich. 1871 richtete man mit der Quinta eine weitere Jahrgangsstufe ein. Im Jahr 1877 zog das Gymnasium in sein neues Schulgebäude in der Berliner Straße um. Bei der Eröffnungsfeier am 4. September waren der Herzog Georg II sowie Mitglieder des Staatsministeriums und des Meininger Magistrats anwesend. Georg II. überließ als Gastgeschenk der Schule das Herzogliche Naturalienkabinett. 1879 verstarb plötzlich Rektor Hermann Friedrich Emmrich, und der Herzog bestellte am 29. Januar 1879 Hofrat Dr. Anton Emmrich zum neuen Direktor des Realgymnasiums.

### Herzogliches Realgymnasium

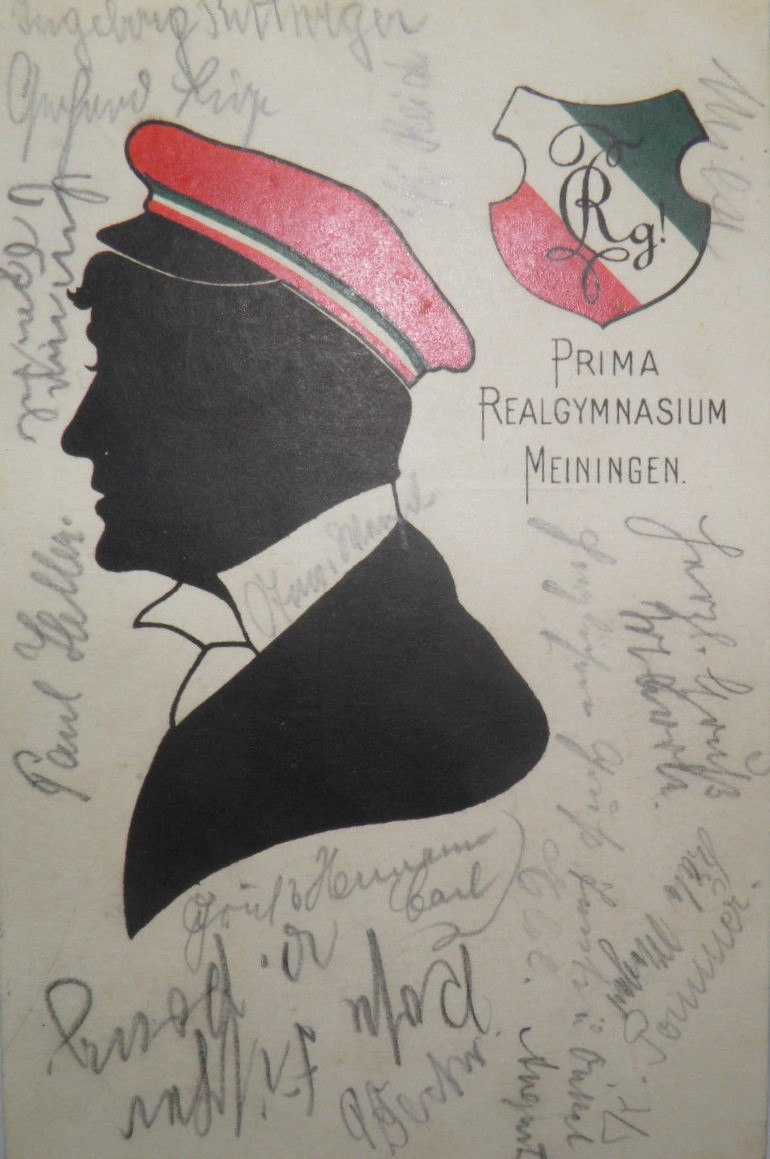
Postkarte der Primaner

Am 1. April 1882 ernannte Herzog Georg II. die Schule zum „Herzoglichen Realgymnasium“. Das Gymnasium besaß nun sieben Lehrstufen: Prima, Obersekunda, Untersekunda, Obertertia, Untertertia, Quarta und Quinta. Im Schuljahr 1884/85 besuchten 167 Schüler das Realgymnasium. 1887 kam schließlich die Sexta hinzu und das Realgymnasium hatte die vollständige Organisation erreicht. Im gleichen Jahr wuchs die Zahl der Jahrgangsstufen durch die Teilung der Prima in Ober- und Unterprima letztendlich auf neun an. Am 29. September 1897 verstarb Rektor Anton Emmrich, die Position des Direktors übernahmen bis Oktober Oberlehrer Dr. Putsche und anschließend Oberlehrer Dr. Julius Heim. Im Juli 1898 berief man Wilhelm Schaper zum Direktor des Realgymnasiums, der am 1. Oktober 1898 von Staatsminister Freiherr von Heim in sein Amt geführt wurde. Im Schuljahr 1899/1900 besuchten 160 Schüler das Herzogliche Realgymnasium, 1914/15 waren es bereits 224 Schüler. Nach dem Ausbruch des Ersten Weltkrieges meldeten sich 11 Ober- und Unterprimaner und 14 Ober- und Untersekundarer freiwillig zum Kriegsdienst, vier von ihnen starben noch im gleichen Jahr an der Westfront. Während des Krieges diente das Schulhaus als Lazarett, und der Schulbetrieb wurde in mehreren Ausweichquartieren abgehalten, darunter in der Prinz-Friedrich-Schule.
Nach der Auflösung des Herzogtums Sachsen-Meiningen 1918 und dem Aufgehen des Freistaates Sachsen-Meiningen im Land Thüringen 1920 benannte man ab 1921 die Schule Reform-Gymnasium und kurz danach Oberrealschule. Ab 1930 wurde sie zum Reform-Realgymnasium mit Oberlyzeum, das nun auch Mädchenklassen enthielt. Weitere Direktoren waren ab 1920 Professor Hermann Pusch und ab 1930 Professor Oppermann. Seit 1920 vom Land Thüringen betrieben, erhielt 1934 das Realgymnasium unter Professor Oppermann wieder seine Selbständigkeit. 1937 bekam die Schule wie alle Realgymnasium im Deutschen Reich die Bezeichnung Oberschule. Im Zweiten Weltkrieg wurde das Schulgebäude bei einem Luftangriff am 23. Februar 1945 schwer beschädigt, 25 Schüler und Lehrer fanden dabei den Tod. Die Physikerin und Lehrerin Minna Lang rettete die verschont gebliebenen Exponate der naturwissenschaftlichen Sammlung und ließ sie im Schloss Elisabethenburg deponieren. Sie schuf damit die Grundlage für die naturwissenschaftliche Abteilung der Meininger Museen. Der Schulbetrieb musste nach dem Bombenangriff eingestellt werden. Im Juli 1945 löste die sowjetische Militäradministration (SMAD) das Realgymnasium auf.

## Schulgebäude

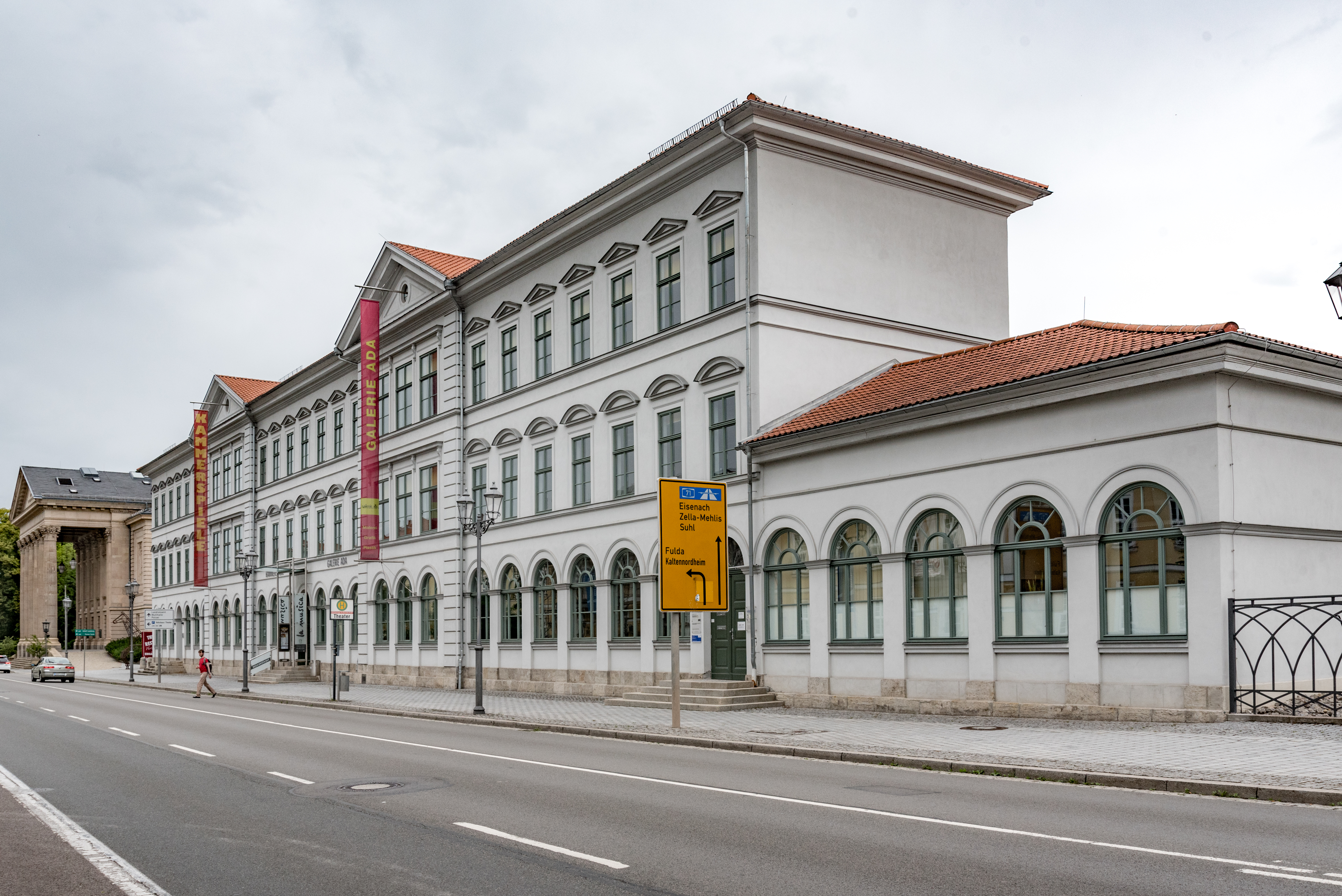
Das erste Schulgebäude in der Bernhardstraße

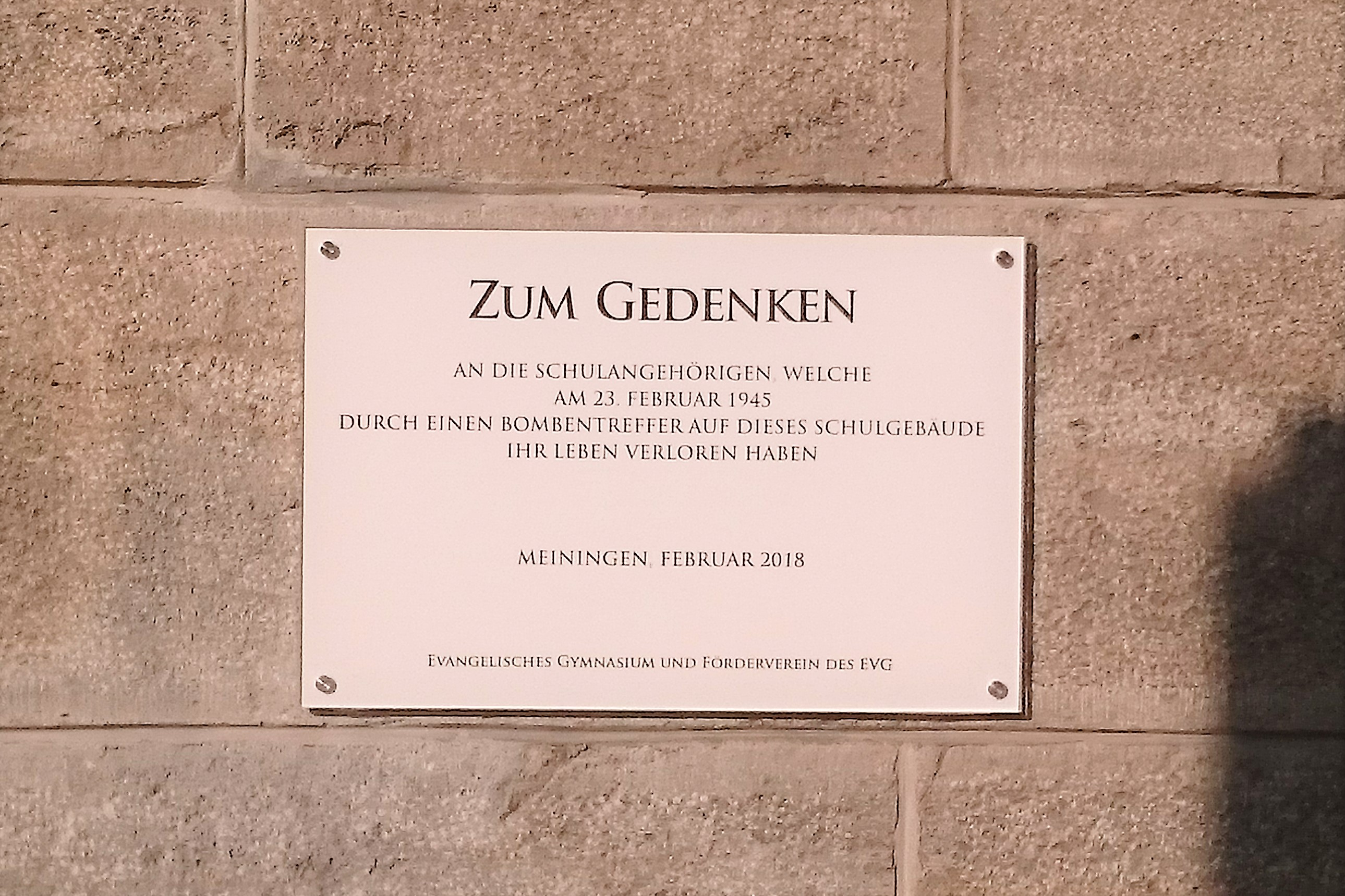
Gedenktafel für die Bombenopfer vom 23. Februar 1945

Als erstes Schulgebäude diente das 1831 erbaute Kaufhaus in der Bernhardstraße, wo einige Räume in der oberen Etage für den Schulbetrieb genutzt wurden. Schon von Anfang an stellte es mit seinen beengten und unzureichenden Verhältnissen nur eine Übergangslösung dar. Nach dem Auszug des Realgymnasiums diente das Gebäude weiterhin als Schulgebäude, unter anderem als Polytechnische Oberschule „Martin Luther“ (POS). Heute sind hier die Kammerspiele vom Staatstheater Meiningen, die Galerie „ada“, ein Café und eine berufsbildende Schule untergebracht.
Das neue, heute denkmalgeschützte Schulgebäude, das im Volksmund wegen der roten Klinker auch „Rote Schule“ genannt wird, wurde 1877 vom Architekten Otto Hoppe entworfen und vom Architekten Erwin Theodor Döbner erbaut. Im zweiten Obergeschoss befand sich die Aula, und im dritten Obergeschoss war das Magazin für die umfangreiche Naturaliensammlung untergebracht. Während des Ersten Weltkrieges nutzte man das Schulhaus als Lazarett. Bei einem Luftangriff am 23. Februar 1945 wurde das Haus schwer beschädigt, 25 Schüler und Lehrer fanden dabei den Tod. Nach dem Zweiten Weltkrieg war hier eine achtklassige Grundschule ansässig. Von 1959 bis 1993 beherbergte das Schulhaus die zehnklassige Polytechnische Oberschule „Friedrich Schiller“. Anfang der 1970er Jahre erhielt die Schule eine eigene Schulsporthalle. 1993 zog die Pestalozzischule ein, die hier bis 2011 verblieb. Seit 2012 dient das Gebäude als Haus 1 des Evangelischen Gymnasiums Meiningen wieder einer höheren Bildungseinrichtung und wurde 2016/17 umfangreich saniert und modernisiert.

## Stipendien
Ausgewählte bedürftige Schüler erhielten aus mehreren von ehemaligen Rektoren der Schule gegründeten Stiftungen ein Stipendium. Die Stipendien wurden jährlich neu vergeben. Das Herzogtum erließ zudem bei einigen Schülern einen Teil des Schulgeldes.
- Knochenhauer-Stiftung
- Anton Emmrich-Stiftung
- Johannes-Stiftung
- Herzogliche Edukationskasse

## Rektoren
- 1838–1870 Karl Wilhelm Knochenhauer
- 1870–1879 Hermann Friedrich Emmrich
- 1879–1897 Anton Emmrich
- 1897 Putsche (September/Oktober)
- 1897–1898 Julius Heim (ab Oktober)
- 1898–1920 Wilhelm Schaper
- 1920–1930 Professor Hermann Pusch
- 1930–1945 Professor Oppermann

## Lehrer
- Georg Brückner, ab 1841
- Hermann Pröscholdt, ab 1875, ehemaliger Schüler der Realschule Meiningen

## Absolventen und Schüler
- Hermann Pröscholdt (später ab 1875 selbst Lehrer an der Realschule)
- Erwin Theodor Döbner (1857)
- Leopold Ambronn (1876)
- Ernst Gehrhardt (1887)
- Gustav von Vaerst (1908 Umzug nach München)
- Otto Roloff
- Ernst Wolf (1934)